# Marton-cum-Moxby
Marton-cum-Moxby est une paroisse civile du Yorkshire du Nord, en Angleterre.